# Веселий джміль (пам'ятка природи)
Весе́лий джміль — ботанічна пам'ятка природи місцевого значення в Україні. Об'єкт природно-заповідного фонду Хмельницької області.
Розташована в межах Миролюбненської сільської громади Хмельницького району Хмельницької області, в селі Підгірне (на території школи).
Площа 0,0036 га. Статус присвоєно згідно з рішенням Хмельницької облради від 28.03.2013 року. Перебуває у віданні: Миролюбненська сільська громада.
Статус присвоєно для збереження одного дерева липи віком бл. 300 років.